# Dietrich Kropfberger
Dietrich Kropfberger (* 27. Oktober 1946 in Linz) ist ein österreichischer Wirtschaftswissenschaftler und ehemaliger Universitätsprofessor an der Alpen-Adria-Universität Klagenfurt.

## Leben
Dietrich Kropfberger besuchte nach der Hauptschule in Linz die Bundeshandelsakademie in Linz, an welcher er 1965 mit Auszeichnung maturierte. Nach dem Militärdienst studierte er Betriebswirtschaft an der Universität Linz. Dieses Studium schloss er 1970 mit einem ausgezeichneten Magisterium ab. Anschließend widmete er sich als Assistent und Lehrbeauftragter am Institut für internationales Marketing unter Ernest Kulhavy seinem Doktoratsstudium. Nach der Promotion mit Auszeichnung begann er das Habilitationsstudium, Habilthema: strategisches Management in KMU, welches er 1984 abschloss und somit seine Lehrbefugnis als Dozent für Allgemeine Betriebswirtschaftslehre erlangte.
Im Juli 1984 folgte seine Berufung an die heutige Alpen-Adria-Universität Klagenfurt als Gründungsprofessor des Studiums Angewandte Betriebswirtschaft. Dort wirkte er bis 2007 als ordentlicher Universitätsprofessor für Betriebswirtschaftslehre und Unternehmensführung. Weiters war er in diesem Zeitraum auch Lehrbeauftragter an der WU Wien, der Universität Linz, der Universität Salzburg und der Universität Freiburg (Schweiz). Seine unermüdliche Arbeit an der Universität Klagenfurt umfasste auch die Begründung eines Universitätslehrganges für Tourismusmanagement 1993. Nachdem er für einige Jahre das Amt des Dekans der Fakultät für Wirtschaftswissenschaften und Informatik bekleidete, beteiligte er sich im Jahr 2004 maßgeblich als Fachbereichsverantwortlicher an der Entwicklung des neuen Studienzweiges Informationsmanagement.
Bis 2007 war Dietrich Kropfberger Institutsvorstand des Instituts für Unternehmensführung, dann folgte der gesundheitsbedingte Eintritt in den Ruhestand.
Neben seinem universitären Wirken übt er eine umfangreiche Beratungstätigkeit in diversen österreichischen Betrieben aus. Besonders hervorzuheben sei an dieser Stelle auch seine langjährige Funktion und Zusammenarbeit in der Kärntner Sparkasse, besonders in der Privatstiftung Kärntner Sparkasse. Seit 1999 war er Mitglied des Vorstandes und ab 2013 Vorstandsvorsitzender. Dieses Amt legte er 2016 beim Erreichen seines siebzigsten Lebensjahres (Erreichung der Altersgrenze) zurück. Die Kärntner Sparkasse ehrte ihn für seine langjährige Zusammenarbeit mit der goldenen Sparkassennadel.
Dietrich Kropfberger verfasste zahlreiche Publikationen, Vorträge und Seminare auf den Gebieten Controlling und strategische Unternehmensführung, u. a. Lehrbücher für Marketing und Controlling.

## Familie
Dietrich Kropfberger ist seit 1971 verheiratet und hat eine Tochter (* 1977) und zwei Söhne (* 1975 und * 1985).

## Auszeichnungen
- 1999: Visiting Professor der Donau-Universität Krems (Honorarprofessur)
- 2001: Ehrenzeichen in Gold des Verbandes Österreichischer Wirtschaftsakademiker
- 2005: Österreichisches Ehrenkreuz für Wissenschaft und Kunst I. Klasse
- 2016: Großes Goldenes Ehrenzeichen des Landes Kärnten[1]
- 2016: Sparkassennadel in Gold des Hauptverbands der österreichischen Sparkassen

## Funktionen (Auswahl)
- 1984–2007: Mitbegründer des Studiums Angewandte Betriebswirtschaft an der Alpen-Adria-Universität Klagenfurt und o. Univ.- Prof. für Betriebswirtschaftslehre und Unternehmensrechnung, Schwerpunkt Controlling und Strategische Unternehmensführung
- 1991–2000: Wissenschaftlicher Koordinator und Vortragender für den Bereich Strategie und Marketing beim MBA-Programm der Donau-Universität Krems (incl. Curriculums-Entwicklung)
- 2000–2002: Dekan der Fakultät für Wirtschaftswissenschaften und Informatik der Universität Klagenfurt
- 1999–2016: Mitglied des Vorstandes der Privatstiftung Kärntner Sparkasse, seit 2013 Vorstandsvorsitzender
- 2009–2016: Mitglied des wissenschaftlichen Beirats der MOT, School of Management der Universität Klagenfurt
- 2009–2016: Mitglied des wissenschaftlichen Beirates von pro mente Klagenfurt
- 1975 – laufend: Managementseminare unter anderem bei diversen WIFIs Österreichs, beim Hernstein Managementinstitut, beim Managementcenter Innsbruck,  beim Weiterbildungszentrum Schloss Hofen/Bregenz, bei der Linzer Management Akademie (LIMAK), beim RKW Bayern, bei der Diplomatischen Akademie Wien, bei der österreichischen Verwaltungsakademie und bei der MOT Klagenfurt
- 1975 – laufend: Beratungen im Bereich der Strategieentwicklung, u. a. bei der VOEST-Alpine (Holding, Stahl Linz und Donawitz), der VA-Tech,  der OMV (Bereich Raffinerie), der Wienerberger AG (Bereich Pipelife), der Keba Elektronikbau, der Ranshofen Berndorf AG, der Kelag, der Lenzing Plastics, der Villacher Brauerei, der Treibacher Chemische Werke, Hirsch Armbänder, der Wirtschaftskammern Oberösterreich und Kärnten, für das WIFI Oberösterreich und Kärnten und das Bundes–WIFI, für Pro Mente Schweiz und für die Stadtwerke Kapfenberg, Mitarbeit an Tourismuskonzepten für Kärnten und Südtirol

## Werke (Auswahl)
- Betriebsübergabe, Betriebsübernahme Kropfberger, Dietrich [Hrsg.], Sparkassenverl., Wien 1991
- Controlling Kropfberger, Dietrich et al., Manz Verl. Schulbuch, Wien 2000, ISBN 3-7068-0305-4 (für Schulbuch-Nr. 5646, 2-bdg. Schulausg.)
- Entscheidungsorientierte Kosten- und Erfolgsrechnung im Marketing Kropfberger, Dietrich, Trauner, Linz 1981, ISBN 3-85320-244-6
- Erfolgsmanagement statt Krisenmanagement Kropfberger, Dietrich, Trauner, Linz 1986, ISBN 3-85320-377-9
- Herausforderung für Klein- und Mittelbetriebe in Österreich Kropfberger, Dietrich et al., Sparkassenverl., Wien 1996, ISBN 3-85293-024-3
- Strategien für neue Werte. - Familie - ein gefährdeter Wert. - Market-Studienreihe Band 3 Kropfberger, Dietrich et al., Truaner, Linz 1994, ISBN 3-85320-664-6